# Craving
Craving (hunkeren) is de tijdelijke extreem trek, geestelijke hunkering, verlangen naar, gedachte, hebben in iets (bijvoorbeeld in verdovende middelen). Craving komt vaak voor bij verslaafden die afkicken, bij abstinentie van de drug of gedragsverslaving. De regelmatig extreme hunkering om toch weer te gaan gebruiken. Een van de klachten die zich tijdens craving voordoen zijn lichamelijke klachten zoals griepverschijnselen en psychische klachten zoals onrust, slapeloosheid en extreem dromen. Juist in de beginperiode van abstinentie hebben veel verslaafden extreem veel trek. Craving gedachten duren meestal relatief kort. Een aanpak om om te gaan met craving is gebaseerd op acceptance and commitment therapy, leer onder andere te aanvaarden de trek zonder er tegen te vechten, iedereen heeft er al eens last van en na een tijdje verdwijnen ze. 